# Fukuba Bisei

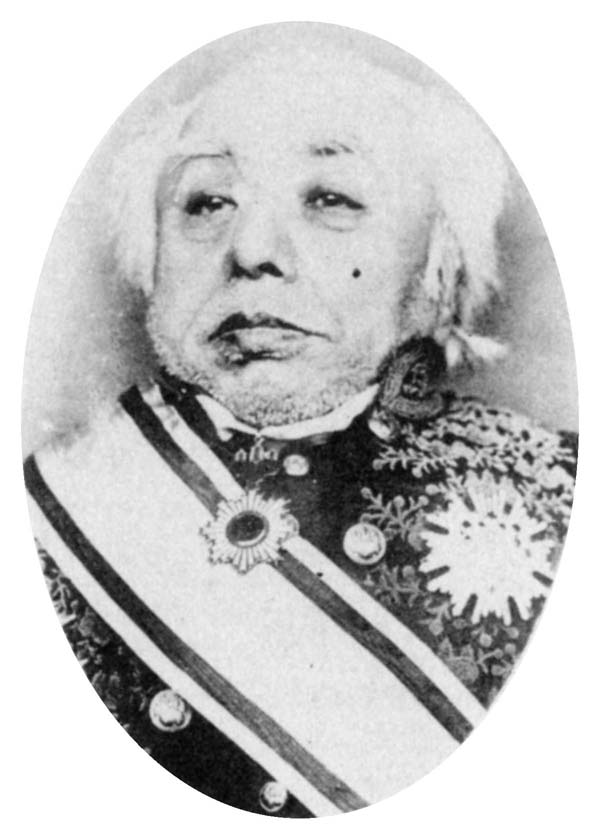
Fukuba Biseki (Vizegraf)

Fukuba Bisei (japanisch 福羽 美静; geboren 24. August 1831 in Tsuwano (Provinz Iwami); gestorben 14. August 1907) war ein japanischer Verfechter der „Nationallehre“ (Kokugaku) in der Bakumatsu- und frühen Meiji-Zeit.

## Leben und Wirken
Fukuba Bisei wurde als Sohn von Statthalters des Tsuwano-Han Fukuba Bishitsu (福羽 美質) geboren. Ab 1853 studierte er Kokugaku (国学) bei Ōkuni Takamasa (1792–1871), dann weiter auch bei Hirata Kanetane (平田 鉄胤; 1799–1880). 1860 kehrte er in die Heimat zurück und wurde Lehrer der Han-Schule „Yōrōkan“ (養老館).
1862 ging Fukuba nach Kyōto und pflegte Umgang mit den Anhängern der Son’yō-Richtung (尊攘派), denen es um die Wiederherstellung einer starken Stellung des Kaisers ging. Im darauffolgenden Jahr, 1863, nach dem politischen „Zwischenfall am 18. August“ kehrte er in die Heimat zurück. Er war weiter aktiv, diente unter anderem dem Oberhaupt des Han, Kamei Koremi (亀井 茲監; 1825–1885) und hielt Verbindung zum Chōshu-Han und anderen Han.
1868 wurde Fukuba als „gebildete Person“ (徴士; Chōshi) in die Regierung berufen. Er wurde Richter im Sekretariat für Shintō-Angelegenheiten (神祇事務局, Jingi jimukyoku) und wurde 1869 akademischer Lehrer des Kronprinzen (侍講, Jikō). 1870 wurde er stellvertretender Leiter des Sekretariats für Shintō-Angelegenheiten. Er wirkte mit, den Buddhismus zurückzudrängen und Shintō zur nationalen Glaubenslehre zu machen. 1887 wurde er Vizegraf und 1890 wurde er in das Oberhaus des gerade gegründeten Parlaments gewählt.
Fukubas hinterließ zahlreiche Schriften, darunter „Kotoki jindai keizui“ (古事記神代系図) – „Genealogie der Götter in den alten Schriften“ und „Kinsei gakusha kajin nempyō“ (近世学者歌人年表) – „Chronik der frühneuzeitlichen Dichtergelehrten“.